# Charles de Suremain
Charles Jean-Baptiste de Suremain, né le 9 octobre 1762 et mort le 24 septembre 1835 à Dijon, est un officier et diplomate français qui fut au service du royaume de Suède contre les guerres révolutionnaires et napoléoniennes.

## Biographie
Appartenant à la noblesse bourguignonne, Charles de Suremain est nommé élève dans le corps royal de l'artillerie à l'école d'Auxonne, le 1er août 1780. Par décret du 7 août 1781, il est ensuite lieutenant en second dans le premier bataillon du régiment d'Auxonne. Le 30 mars 1792, il est fait capitaine au 1er régiment de l'artillerie de la Fère où Napoléon Bonaparte avaient été nommé lieutenant en 1785. La Révolution progressant, il part en Suède en 1792 pour combattre dans l'Armée des émigrés contre les révolutionnaires français. C'est Napoléon qui l'a fait radier de la liste des émigrés en 1803.  
Il entre en 1794 au service de l'armée suédoise et enseigne l'art de la guerre à Gustave IV Adolphe de Suède. Il est nommé major en 1795. C'est alors qu'il devient aussi le favori du régent Charles, et se dévoue au service de la cour, et sert de messager entre le régent et l'espion Christin en 1796. 
Suremain combat dans la guerre de Finlande ; il est fait adjudant-général de Charles XIII qui l'envoie auprès de l'empereur Napoléon afin de l'informer du coup d'État de 1809 qui l'a fait monter sur le trône et de négocier la paix pour la Suède. 
Suremain continue à servir dans l'armée suédoise sous Bernadotte. Lorsque les Français occupent la Poméranie suédoise en 1812, Suremain reste au service de la Suède à la condition de ne pas combattre directement la France. Malgré des divergences d'opinion entre lui et Bernadotte, il est nommé inspecteur général de l'artillerie la même année et en 1813 général de division; après quoi il participe en tant que commandant en chef de l'artillerie suédoise à la campagne de l'armée du Nord en Allemagne, et à la Bataille des Nations à Leipzig en 1813 qui a vu la défaite de l'armée napoléonienne. Il est récompensé par Alexandre 1er, le Tsar de toutes les Russies, de la grande croix de Saint-Vladimir qui lui confère un titre de noblesse héréditaire.
Lorsque, après la paix de Kiel (1814), les Suédois doivent marcher contre la France, Suremain demande sa démission, mais il est nommé gouverneur militaire de Lübeck qui est alors le principal point d'approvisionnement de l'armée suédoise et le lien avec la Suède. En revanche, il combat contre la Norvège. Il n'était pas en bons termes avec Bernadotte et lorsqu'il reçoit un poste d'inspecteur des fortifications en Poméranie en 1815, il s'estime en exil et démissionne de l'armée suédoise. Il rentre dans la France de Louis XVIII et sera nommé lieutenant de roi de 1ère classe à Metz, le 10 mai 1816 avec le titre de lieutenant général français, accordé le 3 juillet 1816. A son retour, il se marie avec la veuve du général Duhesme Marie Madeleine Françoise Burger (1776-1857). Après avoir obtenu sa retraite, il s'occupe de son domaine en Bourgogne où il finit sa vie. Il meurt à Dijon dans sa soixante-treizième année.

## Mémoires
Ses Mémoires intitulés Mémoires du lieutenant-général de Suremain ont été publiés en 1902. Il y décrit la Suède à partir de son journal intime et de ses notes écrites entre 1794 et 1815, de façon relativement impartiale; bien que son affection pour Charles XIII donne une impression personnelle à certains aspects.

## Décorations
Charles de Suremain est titulaire des décorations suivantes qui se trouvent gravées sur sa pierre tombale :
- Grand-croix de l'ordre de Sainte-Anne (ordre honorifique de l'Empire russe) en 1813[5];
- Ordre de Saint-VladimirQuelle classe ? (ordre honorifique de l'Empire russe) en 1813[5];
- Chevalier de l'ordre royal et militaire de Saint-Louis (ordre de l’Ancien Régime supprimé en 1830) le 16 octobre 1816[5];
- Commandeur grand-croix de l'ordre de l'Épée de Suède (ordre chevaleresque) le 24 novembre 1817[5].